# Världscupen i backhoppning 1981/1982
Världscupen i backhoppning 1981/1982 hoppades 21 december 1981-28 mars 1982 och vanns av Armin Kogler, Österrike före Hubert Neuper, Österrike och Horst Bulau, Kanada.

## Deltävlingar
| Datum            | Plats                       | Etta            | Tvåa            | Trea             |
| ---------------- | --------------------------- | --------------- | --------------- | ---------------- |
| 20 december 1981 | Cortina d'Ampezzo           | Roger Ruud      | Johan Sætre     | Masahiro Akimoto |
| 30 december 1981 | Oberstdorf                  | Matti Nykänen   | Manfred Deckert | Thomas Prosser   |
| 1 januari 1982   | Garmisch-Partenkirchen      | Roger Ruud      | Manfred Deckert | Andreas Bauer    |
| 3 januari 1982   | Innsbruck                   | Manfred Deckert | Per Bergerud    | Roger Ruud       |
| 6 januari 1982   | Bischofshofen               | Hubert Neuper   | Halvor Asphol   | Armin Kogler     |
| 9 januari 1982   | Saint-Nizier-du-Moucherotte | Inställt        | Inställt        | Inställt         |
| 10 januari 1982  | Saint-Nizier-du-Moucherotte | Inställt        | Inställt        | Inställt         |
| 15 januari 1982  | Sapporo                     | Horst Bulau     | Per Bergerud    | Masahiro Akimoto |
| 17 januari 1982  | Sapporo                     | Armin Kogler    | Horst Bulau     | Matthias Buse    |
| 23 januari 1982  | Thunder Bay                 | Horst Bulau     | Massimo Rigoni  | Ernst Vettori    |
| 24 januari 1982  | Thunder Bay                 | Horst Bulau     | Massimo Rigoni  | Hubert Neuper    |
| 27 januari 1982  | Saint-Moritz                | Armin Kogler    | Josef Samek     | Hansjörg Sumi    |
| 31 januari 1982  | Engelberg                   | Klaus Ostwald   | Massimo Rigoni  | Armin Kogler     |
| 21 februari 1982 | Oslo                        | Armin Kogler    | Jari Puikkonen  | Ole Bremseth     |
| 28 februari 1982 | Oslo                        | Matti Nykänen   | Olav Hansson    | Armin Kogler     |
| 4 mars 1982      | Lahtis                      | Ole Bremseth    | Pentti Kokkonen | Horst Bulau      |
| 7 mars 1982      | Lahtis                      | Ole Bremseth    | Matti Nykänen   | Alfred Groyer    |
| 12 mars 1982     | Bad Mitterndorf             | Matti Nykänen   | Hubert Neuper   | Andreas Felder   |
| 13 mars 1982     | Bad Mitterndorf             | Hubert Neuper   | Matti Nykänen   | Ole Bremseth     |
| 14 mars 1982     | Bad Mitterndorf             | Hubert Neuper   | Ole Bremseth    | Armin Kogler     |
| 19 mars 1982     | Štrbské Pleso               | Ole Bremseth    | Piotr Fijas     | Jeff Hastings    |
| 20 mars 1982     | Štrbské Pleso               | Ole Bremseth    | Olav Hansson    | Johan Sætre      |
| 27 mars 1982     | Planica                     | Ole Bremseth    | Per Bergerud    | Massimo Rigoni   |
| 28 mars 1982     | Planica                     | Ole Bremseth    | Hubert Neuper   | Massimo Rigoni   |

## Slutställning (30 bästa)
| Placering | Namn           | Nationalitet | Poäng |
| --------- | -------------- | ------------ | ----- |
| 1         | Armin Kogler   | Österrike    | 189   |
| 2         | Hubert Neuper  | Österrike    | 174   |
| 3         | Horst Bulau    | Kanada       | 150   |
| 4         | Matti Nykänen  | Finland      | 138   |
| 5         | Ole Bremseth   | Norge        | 136   |
| 6         | Per Bergerud   | Norge        | 129   |
| 7         | Massimo Rigoni | Finland      | 125   |
| 8         | Roger Ruud     | Norge        | 112   |
| 9         | Johan Sætre    | Norge        | 100   |
| 10        | Andreas Bauer  | Västtyskland | 85    |

| Placering | Namn              | Nationalitet    | Poäng |
| --------- | ----------------- | --------------- | ----- |
| 11        | Manfred Deckert   | Östtyskland     | 84    |
| 12        | Alfred Groyer     | Österrike       | 83    |
| 13        | Olav Hansson      | Norge           | 74    |
| 14        | Andreas Felder    | Österrike       | 71    |
| 15        | Matthias Buse     | Östtyskland     | 66    |
| 16        | Josef Samek       | Tjeckoslovakien | 63    |
| 17        | Klaus Ostwald     | Östtyskland     | 55    |
| 17        | Dag Holmen-Jensen | Norge           | 55    |
| 19        | Kari Ylianttila   | Finland         | 54    |
| 20        | Pentti Kokkonen   | Finland         | 50    |

| Placering | Namn              | Nationalitet | Poäng |
| --------- | ----------------- | ------------ | ----- |
| 20        | Jeff Hastings     | USA          | 50    |
| 22        | Hans Wallner      | Österrike    | 49    |
| 23        | Christoph Schwarz | Västtyskland | 46    |
| 24        | Ernst Vettori     | Österrike    | 41    |
| 25        | Masahiro Akimoto  | Japan        | 37    |
| 26        | Jari Puikkonen    | Finland      | 31    |
| 26        | Piotr Fijas       | Polen        | 31    |
| 28        | Halvor Asphol     | Norge        | 30    |
| 29        | Anders Daun       | Sverige      | 29    |
| 29        | Thomas Prosser    | Västtyskland | 29    |
| 29        | Miran Tepeš       | Jugoslavien  | 29    |

## Nationscupen - slutställning
| Pos. | Nation          | Poäng |
| ---- | --------------- | ----- |
| 1.   | Österrike       | 803   |
| 2.   | Norge           | 776   |
| 3.   | Finland         | 301   |
| 4.   | Västtyskland    | 234   |
| 5.   | Östtyskland     | 216   |
| 6.   | Kanada          | 186   |
| 7.   | Italien         | 152   |
| 8.   | Tjeckoslovakien | 94    |
| 9.   | USA             | 86    |
| 10.  | Jugoslavien     | 58    |
| 11.  | Japan           | 54    |
| 12.  | Polen           | 31    |
| 13.  | Sverige         | 29    |
| 14.  | Schweiz         | 24    |
| 15.  | Sovjetunionen   | 3     |